# Sounds of the Season: The Taylor Swift Holiday Collection
Sounds of the Season: The Taylor Swift Holiday Collection är en jul-EP av den amerikanska countrypopsångerskan Taylor Swift. EP:n släpptes den 14 oktober 2007, och är endast tillgänglig att köpas i den amerikanska varuhuskedjan Target. Den 2 december 2008, gjordes den tillgänglig i de flesta digitala butikerna och på Taylors Swifts webbplats.
Albumet innehåller två låtar som Swift skrivit: "Christmases When You Were Mine" och "Christmas Must Be Something More".
Skivan gavs ut ytterligare en gång i varuhuskedjan Target i september 2009. Den fanns endast tillgänglig en begränsad tid inför 2009 års julperiod, men då under namnet The Taylor Swift Holiday Collection med "Sounds of the Season" och NBC logotyperna borttagna.

## Tracklista
1. "Last Christmas" – 3:29
2. "Christmases When You Were Mine" – 3:06
3. "Santa Baby" – 2:41
4. "Silent Night" – 3:32
5. "Christmas Must Be Something More" – 3:53
6. "White Christmas" – 2:53

## Listplaceringar
Följande listor är alla amerikanska singellistor, publicerade av Billboard Magazine.
| Singellista                | Topplacering |
| 2007                       | 2007         |
| -------------------------- | ------------ |
| Top Country Albums         | 14           |
| Billboard 200              | 20           |
| Top Holiday Albums         | 14           |
| 2008                       |              |
| Top Country Catalog Albums | 1            |
| Top Holiday Albums         | 30           |
| 2009                       |              |
| Billboard 200              | 20           |
| Top Holiday Albums         | 2            |
| Top Pop Catalog Albums     | 2            |